# منتخب المملكة المتحدة لهوكي الجليد للناشئين
منتخب المملكة المتحدة لهوكي الجليد للناشئين (بالإنجليزية: Great Britain men's national junior ice hockey team)‏ هو ممثل المملكة المتحدة الرسمي في المنافسات الدولية في هوكي الجليد للناشئين
.